# Блау (река)
Блау (нем. Blau) — река в Германии, протекает по земле Баден-Вюртемберг. Левый приток Дуная.

## География
Река Блау берёт начало в карстовом источнике Блаутопф в городе Блаубойрен. Течёт на восток и впадает в Дунай в центральной части Ульма. Общая длина реки 22,2 км, площадь водосборного бассейна — 487,898 км². Высота истока 512 м. Высота устья 466 м.